# Virginia Arianna Aparicio García-Molina
Virginia Arianna Aparicio García-Molina es una científica y docente española, profesora de Fisiología de la Universidad de Granada.

## Trayectoria
Se licenció en Ciencias del Deporte por la Universidad de Extremadura en 2005,y se doctoró en Educación Física y Deportiva por la Universidad de Granada con la tesis Physical fitness, body composition and fibromyalgia (2011),y en Fisiología por la misma universidad con la tesis Efectos del porcentaje y fuente de proteína del entrenamiento de fuerza y de la administración de esteroides anabolizantes sobre marcadores metabólicos, hepáticos, renales y óseos en ratas (2012). Desde 2006 imparte docencia en formación continua de varias universidades y desde 2010 ha sido profesora en los grados de Farmacia, Enfermería, Nutrición y Tecnología de los alimentos y Ciencias del Deporte de la Universidad de Granada. Actualmente ejerce como directora del máster Actividad física y ejercicio físico orientados a la mujer.
Su labor investigadora se centra en el estudio de la mujer en distintas situaciones fisiológicas, como el embarazo y la menopausia, o patológicas, como la fibromialgia, los factores relacionados con el riesgo cardiometabólico en distintas poblaciones y los efectos sobre la salud de distintas dietas, suplementos y del ejercicio físico. Destacan su proyectos de investigación Coste-efectividad de un programa de ejercicio físico en mujeres perimenopáusicas (Acrónimo: FLAMENCO), donde han explorado los efectos del ejercicio sobre marcadores de salud física y mental en mujeres perimenopáusicas, así como su coste-efectividad para los sistemas de salud públicos, o GESTAFIT, donde estudian los efectos de una intervención de ejercicio físico durante el embarazo sobre múltiples marcadores de salud materna y fetal. Actualmente está trabajando en el proyecto GESTAFITOS, donde pretenden testar la influencia de dicho ejercicio materno sobre la programación fetal intrauterina, y valorar su impacto sobre la adiposidad, desarrollo motor, cerebral, cognitivo y del lenguaje a los 4 años de edad.
A nivel divulgativo ha participado en programas de televisión como por ejemplo en aCienciaCerca, a través de la Unidad de Cultura Científica y la Oficina de Gestión de la Comunicación de la Universidad de Granada y con la colaboración de la Fundación Española para la Ciencia y la Tecnología.